# Leynar
Leynar (dansk: Lejnum) er en bygd på Færøerne. Den ligger i Kvívíkar kommuna på Streymoys vestkyst. Bebyggelsen ligger spredt ovenfor stranden Leynasandur, som er et populært badested og rekreationsområde om sommeren. I dalen lige ved Leynar ligger søen Leynavatn, hvor det er populært at fiske. Fra Leynar går Vágatunnilin over til Vágar.  1 januar 2025 havde Leynar 116 indbyggere.
Leynar er første gang nævnt i 1584.

## Galleri
- Leynar
- Leynar
- Leynasandur
- Leynasandur
- Leynavatn i 1890erne